# تلامس (كيمياء)

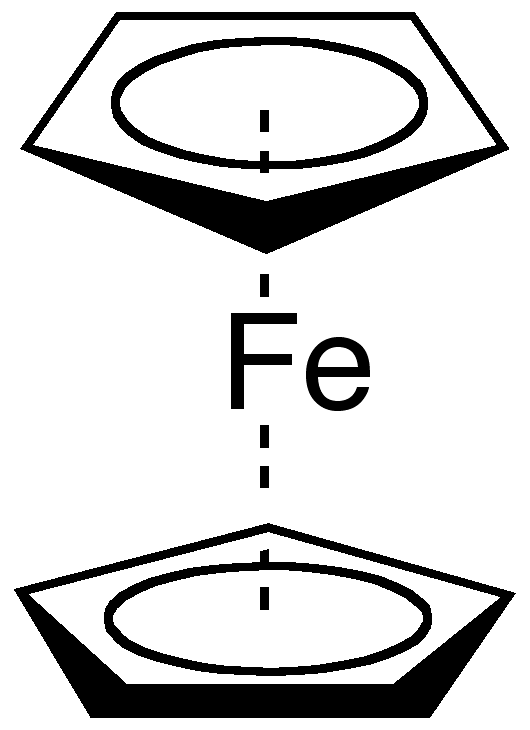
معقد الفرّوسين يحوي ربيطتين من النمط η^{5}-حلقي البنتاديينيل.

في كيمياء المعقدات، التلامس (Hapticity) هو مصطلح يشير إلى عدد الربيطات المتناسقة إلى مركز الفلز وذلك على شكل سلسلة مستمرة ومتلاصقة من الذرات. يرمز إلى تلامس الربيطات عادة باستخدام الحرف الإغريقي إيتا η. على سبيل المثال، عند الترميز η2 فإن ذلك يصف ربيطة تتناسق مع ذرة مركزية في المعقد عن طريق ذرتين متلامستين.
في حال كان التناسق لربيطة عن طريق ذرات متعددة ولكنها غير متلامسة ومتلاصقة، فعندئذ يستخدم ترميز السنّيّة (denticity) والذي هو على الشكل κ-.
يجب الانتباه عند تسمية المعقدات التناسقية إلى عدم الخلط بين الحرف الإغريقي إيتا η والحرف مو μ، إذ أن الأخير يستخدم للإشارة إلى الربيطات الجسرية bridging ligand.

## اقرأ أيضاً
- ربيطة
- معقد تناسقي